# FZD10
Frizzled-10 (FZ-10, CD350) — мембранный белок из семейства рецепторов, сопряжённых с G-белком. Продукт гена человека FZD10. Относится к группе рецепторов Frizzled.

## Функции
Мембранный белок FZ-10 относится к семейству Frizzled суперсемейства рецепторов, сопряжённых с G-белком. Frizzled являются рецепторами белков сигнального пути Wnt и связаны с каноническим сигнальным путём бета-катенина. FZD9, возможно, участвует в регуляции полярности клеток в процессе морфогенеза и дифференцировки тканей.

## Тканевая специфичность
Наиболее высокий уровень экспрессии обнаружен в плаценте и фетальных почках, а также в фетальных лёгких и мозге. В мозге взрослых высокая экспрессия локализуется в мозжечке, а также в коре головного мозга, продолговатом мозге и спинном мозге. Низкий уровень белка находится в мозге, сердце, лёгких, скелетных мышцах, поджелудочной железе, селезёнке и предстательной железе.

## Взаимодействия
Взаимодействует с WNT7B и миоцилином.